# Формула Немцова
Фо́рмула Немцо́ва — эмпирическая формула, позволяющая спрогнозировать курс российского рубля по отношению к доллару США в зависимости от цены на нефть. Её авторство приписывается российскому политику Борису Немцову. Называется также «формулой Немцова-Улюкаева», или «формулой Улюкаева».

## Формулировки
I. Формула в изложении Бориса Немцова:

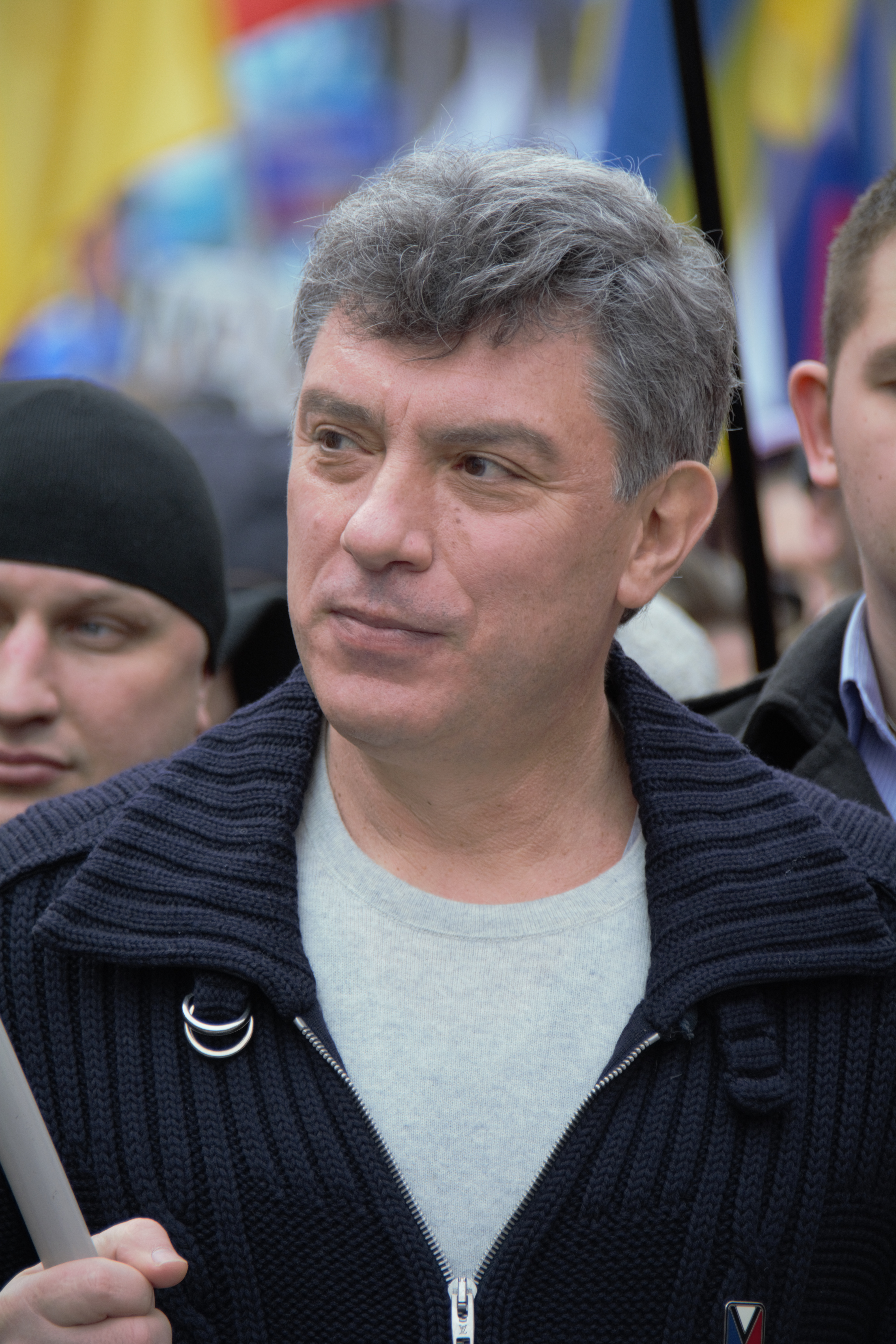
Борис Немцов

При расчёте курса рубля я исходил из параметров, заложенных в бюджете-2015. Доллар – 37,7, нефть – 96 долларов за баррель. Итого рублёвая выручка от экспорта нефти 37,7 × 96 = 3 620 рублей. Чтобы выполнить бюджет, рублёвая выручка должна быть 3 620 рублей за баррель. Отсюда следует, что курс = 3 620 : цену нефти. Это и есть формула курса. В качестве цены надо брать российскую Нефть Юралс. Она отличается от Brent примерно на 3—4 доллара.
— Борис Немцов. (Блог Бориса Немцова на сайте Радиостанции «Эхо Москвы», 05.11.2014.)
II. Формула в изложении Алексея Улюкаева:

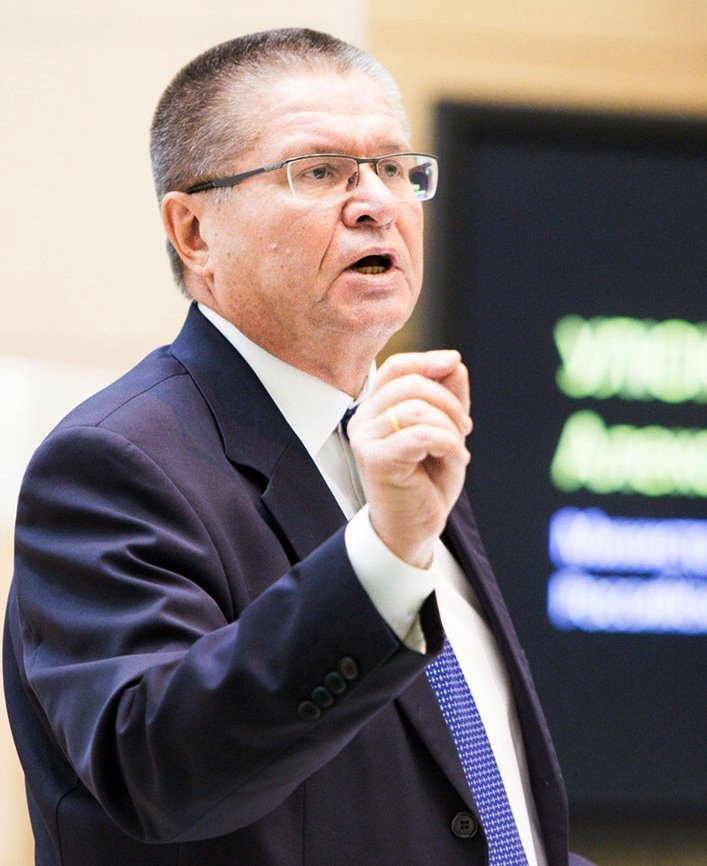
Алексей Улюкаев

Цена на нефть ушла вниз, а рубль к доллару ушёл вверх. Теперь мы имеем 77 или 78 долл. за баррель и 47 или 48 руб. за доллар. Перемножаем эти две цифры, получаем те же самые 3700. То есть рублёвая цена нефти ровно такая же сейчас, как было в начале года.
— Алексей Улюкаев. (Эфир Радиостанции «Эхо Москвы».)